# Caugé
Caugé é uma comuna francesa na região administrativa da Normandia, no departamento de Eure. Estende-se por uma área de 11,52 km². Em 2010 a comuna tinha 886 habitantes (densidade: 76,9 hab./km²).